# Luis Milla
Luis Milla Aspas (* 12. März 1966 in Teruel) ist ein ehemaliger spanischer Fußballspieler und heutiger -trainer. In seiner aktiven Zeit spielte der Mittelfeldspieler für den FC Barcelona, Real Madrid und den FC Valencia. Von 2008 bis 2012 trainierte Milla verschiedene Jugendauswahlmannschaften Spaniens, 2011 führte er die U-21-Auswahl zum EM-Titel.

## Sportliche Laufbahn

### Vereinskarriere
Luis Milla begann seine Karriere beim FC Barcelona. Sein Debüt für die Katalanen gab er im Alter von 18 Jahren am 2. Spieltag der Saison 1984/85. Beim 4:0-Sieg über Real Saragossa brachte er seine Mannschaft mit 1:0 in Führung. Bei diesem Spiel stellte Barcelona nur Spieler aus seiner Jugendmannschaft auf, da in Spanien die Vereinigung der Profifußballer streikte. Die folgenden vier Jahre spielte er für das Reserveteam des FC Barcelona. In der Saison 1988/89 gehörte er unter dem Trainer Johan Cruyff der Stammformation der ersten Mannschaft an. Im Mai 1989 gewann er mit Barcelona durch einen 1:0-Erfolg über Sampdoria Genua den Europapokal der Pokalsieger. Einen weiteren Titelgewinn feierte Milla 1990, als sein Team im Finale der Copa del Rey Real Madrid mit 2:0 besiegte.
Da Milla mit seinen Gehaltsanforderungen bei der Aushandlung eines neuen Vertrags auf die Ablehnung von Johan Cruyff stieß, wechselte er 1990 zu Real Madrid. Für die Madrilenen erzielte er während seines siebenjährigen Aufenthalts drei Treffer in 165 Ligaspielen und gewann zwei Mal die spanische Meisterschaft und ein Mal die Copa del Rey. Seine letzte Vereinsstation war der FC Valencia, für den er zwischen 1997 und 2001 spielte. In den Saisons 1997/98 und 1998/99 stand er jeweils in 28 Ligaspielen in der Startelf. Seine Startelf-Einsätze reduzierten sich in seinen letzten beiden Profijahren, so dass er nur noch Ergänzungsspieler war. Valencia zog 2000 und 2001 zwei Mal in das Finale der Champions League ein, wo sie schließlich an Real Madrid bzw. Bayern München scheiterten.

### Auswahleinsätze
In der spanischen Nationalmannschaft debütierte Milla bei einem Freundschaftsspiel gegen Ungarn am 29. November 1989. Nach einem weiteren Länderspiel gegen die Schweiz folgte 1990 beim Spiel gegen die Tschechoslowakei bereits sein letztes Spiel für die spanische Nationalelf.

## Trainerlaufbahn
Millas erste Trainerstation war UD Puçol in der Saison 2006/07. Das Drittligateam aus der Provinz Valencia führte er in seiner Premierensaison auf Platz zwölf. Anschließend assistierte er in der Saison 2007/08 Michael Laudrup beim spanischen Erstligisten FC Getafe. Ab 2007 trainierte er zunächst die spanische U-17-Nationalelf und ab 2008 die spanische U-19-Nationalelf. Letztere führte er bei der EM 2010 in Frankreich ins Finale des Turniers. Dort unterlag Spanien dem Gastgeber mit 1:2. Nach diesem Turnier wurde er Trainer der spanischen U-21-Auswahl und führte diese 2011 zum Titel bei der EM in Dänemark. Nach dem Ausscheiden Spaniens bei der Olympiade in London wurde er entlassen. Im Februar 2013 übernahm er den Trainerposten bei al-Jazira Club.
In der Nachsaison 2015 kehrte Milla nach Spanien zurück und wurde Cheftrainer des Segunda-División-Klubs CD Lugo, wo er Ende Februar 2016 unter ungeklärten Umständen zurücktrat. In der darauffolgenden Saison wechselte er in gleicher Funktion zu Zaragoza, wurde jedoch nach nur vier Monaten und sechs Spielen ohne Sieg entlassen.
Am 21. Januar 2017 trat Milla die Nachfolge von Alfred Riedl an der Spitze der Indonesische Fußballnationalmannschaft an und unterzeichnete einen Zweijahresvertrag. Im Oktober 2018 wurde sein Vertrag durch den indonesischen Fußballverband aufgelöst.
Am 19. August 2022 wurde Milla zum neuen Trainer von Persib Bandung ernannt.

## Titel
Spieler
- Europapokal der Pokalsieger (1): 1989
- Primera Divisíon (3): 1985, 1995, 1997
- Copa del Rey (3): 1990, 1993, 1999
- Supercopa de España (3): 1991, 1994, 2000
- UI-Cup (1): 1998

Trainer
- U-21-Europameisterschaft (1): 2011
- U-19-Vize-Europameisterschaft (1): 2010